# 다비 그윈
다비 그윈(Darbi Gwynn)은 미국의 배우, 가수, 텔레비전 배우, 영화배우이다.
캘리포니아주에서 태어났다.

## 영화
- 에일리언 vs. 헌터 (2007년) - 마시 역
- 더 힐즈 (2004년)